# Марсело Бьельса (стадион)
Стадион Марсело Бьельса (исп. Estadio Marcelo Bielsa), в прошлом известный как стадион «Ньюэллс Олд Бойз» (Estadio Newell's Old Boys), также неформально именуемый Эль-Колосо-дель-Парке (El Coloso del Parque) — стадион клуба «Ньюэллс Олд Бойз», расположенный в городе Росарио (Аргентина).

## История
Первым полем, на котором выступал «Ньюэллс Олд Бойз», была площадка на северо-западе Росарио, на пересечении улицы Умберто I и бульвара Авельянеды. Поле, которое называли по-английски просто англ. field, было открыто в 1905 году, и практически не годилось для приёма большого количества зрителей. В 1907 году НОБ переехал в район Вила в западной части города. Это произошло благодаря усилиям мэра города Росарио Никасио Вилы.
23 июля 1911 года клуб открыл стадион в парке Независимости в самом центре города. На этом месте стадион НОБ расположен по сей день. За более чем 100-летнюю историю он неоднократно реконструировался, но в целом сохранил традиционный британский стиль в своей архитектуре. Земля, на которой расположена арена, находится в муниципальной собственности, но периодически, в среднем каждые 10 лет, городская администрация подтверждает её передачу в долгосрочную аренду «Ньюэллсу».

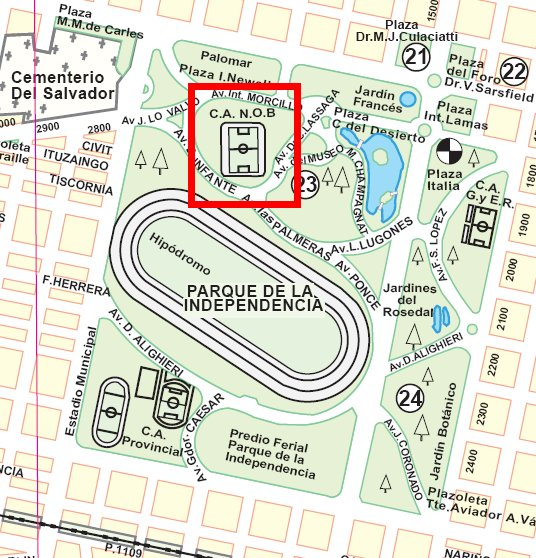
Расположение стадиона в Парке Независимости.

В 1918 году произошло первое расширение стадиона — открылись новые трибуны из металлических и деревянных конструкций на 3 тыс. зрителей, благодаря чему общая вместительность увеличилась до 10 тыс. В 1920-е годы стадион «Ньюэллс Олд Бойз» продолжал расширяться; в 1925 году была построена северная трибуна. 26 мая 1929 года введена в строй западная трибуна из цемента с козырьком, существующим по сей день. К 1930 году вместимость стадиона НОБ составила уже 30 тыс.
Масштабное обновление арены впервые состоялось в начале 1970-х годов. Следующая реконструкция и введение в строй новых секторов состоялись в 1990-е годы — тогда вместимость арены достигла 37011 зрителей, и среди болельщиков стадион НОБ стали называть «Колосо-дель-Парке». В 1999 году поле стало поливаться автоматизированными системами.
С декабря 2008 года на арене проводятся постоянные обновления с целью приведения его к современным нормам безопасности. В конце 2009 года стадион «Ньюэллс Олд Бойз» был переименован в «Марсело Бьельса» — в честь бывшего игрока и тренера команды, который привёл НОБ к двум чемпионским титулам и вывел команду в финал Кубка Либертадорес 1992. Также болельщики проголосовали за переименование западной трибуны в честь Херардо «Тата» Мартино — выдающегося игрока клуба 1980-90-х годов.
В 2012 году последняя реконструкция стадиона завершилась вводом новых мест, благодаря чему вместимость арены достигла 40 тыс. зрителей.

## Турниры
Стадион Марсело Бьельса практически неизменно используется «Ньюэллс Олд Бойз» в качестве домашней арены. Клуб дважды доходил до финалов Кубка Либертадорес — в 1988 и 1992 годах, и на стадиях вплоть до полуфиналов принимал гостей на своём стадионе. Но, поскольку в те годы стадион НОБ не удовлетворял требованиям по вместимости для финальных матчей крупных турниров, сами финалы «красно-чёрные» проводили на стадионе своих самых принципиальных соперников — «Росарио Сентраля» — Хиганте де Арройито.
В 2001 году на стадионе НОБ проходили матчи молодёжного чемпионата мира, который выиграли хозяева первенства, аргентинцы. В 2010 году здесь прошли матчи молодёжного чемпионата мира по регби (все игры группы B и все матчи чемпионского плей-офф, включая финал, выигранный Новой Зеландией).